# Amber Anderson
Amber  Anderson (Glastonbury, 1992. március 5. –) brit színésznő.

## Élete
Amberson gyermekkorát Somersetben, Wiltshire-ben, majd Skóciában töltötte. 11 éves korától zongorázni és hegedülni tanult az aberdeeni Zeneiskolában. A skót Nemzeti Gyermekzenekarban játszott.
17 évesen elhagyta az iskolát és Londonba ment.
Anderson azon nőkhöz tartozik, akik nyilvánosan szexuális erőszakkal vádolták Harvey Weinsteint.

## Filmjei

### Mozi
| Év   | Magyar cím  | Eredeti cím          | Szerep         | Megjegyzések    |
| ---- | ----------- | -------------------- | -------------- | --------------- |
| 2011 | Király!     | Your Highness        | Maiden         |                 |
| 2011 |             | Lotus Eaters         | Suzi           |                 |
| 2013 |             | We Are the Freaks    | Elinor         |                 |
| 2014 |             | The Riot Club        | Lady Anne      |                 |
| 2016 |             | Maigret's Dead Man   | Francine       | TV-film         |
| 2018 | Sötétségben | In Darkness          | Jane           |                 |
| 2019 |             | White Lie            | Jennifer Ellis |                 |
| 2020 | Emma        | Emma.                | Jane Fairfax   |                 |
| TBA  |             | Skin Walker          | Regine         | Post-production |
| TBA  |             | The Souvenir Part II | Amber          | Post-production |

### Televízió
| Év   | Magyar cím   | Eredeti cím  | Szerep       | Megjegyzések                    |
| ---- | ------------ | ------------ | ------------ | ------------------------------- |
| 2013 | Fekete tükör | Black Mirror | Sara         | 6. epizód: "A Waldo-pillanat"   |
| 2017 | C.B. Strike  | Strike       | Ciara Porter | 1. évad: "The Cuckoo's Calling" |

## Fordítás
- Ez a szócikk részben vagy egészben a Amber Anderson című angol Wikipédia-szócikk fordításán alapul.  Az eredeti cikk szerkesztőit annak laptörténete sorolja fel. Ez a jelzés csupán a megfogalmazás eredetét és a szerzői jogokat jelzi, nem szolgál a cikkben szereplő információk forrásmegjelöléseként.